# Lomami
Il fiume Lomami è un importante affluente del fiume Congo situato nella Repubblica Democratica del Congo. Il fiume è lungo circa 1.500 km e scorre verso nord, parallelamente ad ovest del corso dell'alto Congo.
Il fiume Lomami sorge nel sud del paese, vicino a Kamina, e si dirige a nord attraversando Lubao, Tshofa, Kombe, Bolaiti, Opala e Irema prima di entrare nel fiume Congo presso Isengi.